# Javier Castañeda López
Javier Castañeda López (Madrid, 5 d'octubre de 1955) és un exfutbolista madrileny, que ocupava la posició de defensa.

## Trajectòria
Comença a destacar a les files del Castilla, equip filial del Reial Madrid. Tot i romandre fins a sis campanyes en aquest equip, no arriba a debutar en Lliga amb el primer conjunt. El 1980 fitxa pel CA Osasuna, amb qui fa la seua aparició a la màxima categoria a la campanya 80/81, en la qual disputa 27 partits per als navarresos.
Fins a la seua retirada el 1991, Castañeda va ser un dels jugadors claus del CA Osasuna de la dècada dels 80. En total, va sumar 351 partits (319 complets), tot esdevenint el jugador osasunista amb més partits a primera divisió. Només hi va marcar un gol, a la temporada 85/86.